# Désiré Alfred Magne
 (septembre 2017).
Si vous disposez d'ouvrages ou d'articles de référence ou si vous connaissez des sites web de qualité traitant du thème abordé ici, merci de compléter l'article en donnant les références utiles à sa vérifiabilité et en les liant à la section « Notes et références ».
Désiré Alfred Magne, né à Lusignan le 27 février 1855 et mort le 6 février 1936 à Asnières-sur-Seine, est un artiste peintre.

## Biographie
Il a étudié à l'École municipale des beaux-arts de Poitiers (Vienne), puis sous la tutelle d'Alexandre Cabanel et de James Bertrand à Paris. Il expose plusieurs fois au Salon de Paris. 
Il épouse le 16 août 1879, à Paris, Hortense Schrenk dite Richard, artiste peintre.

## Œuvres
- Confiture de cerises, Musée Alfred-Canel, Pont-Audemer